# William Lamb, 2. viscount Melbourne
William Lamb, 2. viscount Melbourne (født 15. marts 1779, død 24. november 1848) var en engelsk statsmand.
Han blev 1804 sagfører, ægtede 1805 jarlen af Bessboroughs datter Caroline, fra hvem han levede skilt fra 1813, og valgtes 1806 til underhuset (indtil 1812) og på ny fra 1816 som whig. Ved sine selskabelige talenter vandt han stor yndest og indflydelse i de højere kredse. April 1827 blev han oversekretær for Irland under Canning, men afgik april næste år ligesom dennes andre tilhængere. Han arvede 1829 peersværdigheden ved sin faders død.
November 1830 blev han indenrigsminister i Jarl Greys Ministerium, og skønt han ikke spillede nogen særlig rolle under dets indgribende styrelse, blev han dog i juli 1834 Greys afløser, men kunne ikke holde ministeriet samlet og måtte i november samme år gå af. April 1835 dannede han dog et nyt whigministerium og holdt sig ved roret indtil august 1841 uagtet en række parlamentariske nederlag.
Han var ingen fremragende forretningsmand, end sige nogen egentlig statsmand, og såre lidet virksom, men en kyndig partileder og har især 
fortjeneste af at have været dronning Victorias første rådgiver og vejleder til hendes kald. Efter sin afgang var han et års tid oppositionens fører i overhuset. Hans Memoirs udgavs 1877 (2 bind) af William McCullagh Torrens, Lord Melbourne’s Papers 1889.